# Lars Muhl

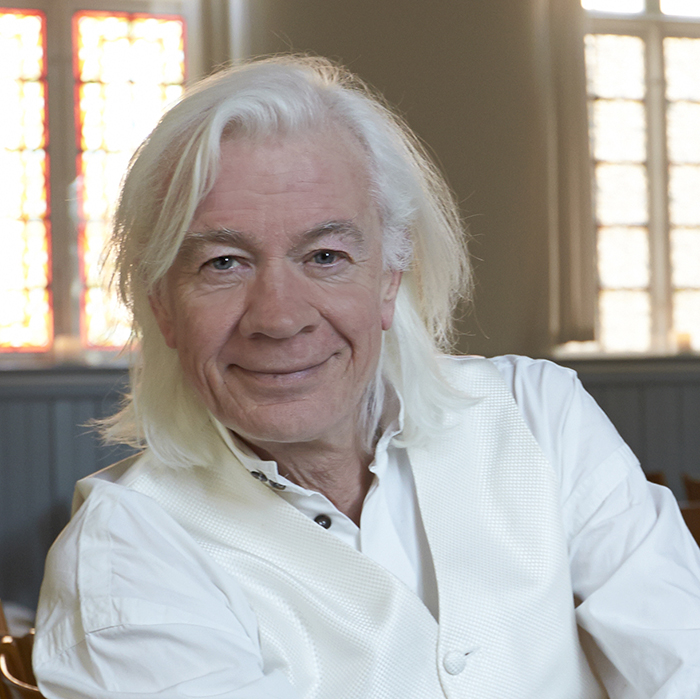
Lars Muhl (2015)

Lars Muhl (* 14. November 1950 in Aarhus) ist ein dänischer Autor, Musiker, Mystiker und Seher. Parallel zu seiner Musikerkarriere studierte Lars Muhl komparative Religion und Philosophie, bis er sich 1988 auf aramäische, christliche und jüdische Mystik fokussierte. Über diese Themen verfasste er einige Bücher und veranstaltet Workshops und Vorträge in Dänemark und im Ausland.

## Leben
Im Alter von 14 Jahren begann Lars Muhl als freiberuflicher Journalist bei der regionalen Zeitung Aarhus Amtstidende seine professionelle Schreibkarriere. 1993 erschienen seine Memoiren unter dem Titel Sjæl i Flammer (dt.: Seele in Flammen). Muhl beschreibt, wie seine Kindheit durch den viel zu frühen Tod seiner Schwester geprägt war und behauptet, dass dieses Ereignis eine ungewöhnlich empfindlich und hochentwickelte Form der Wahrnehmungsfähigkeit (Außersinnliche Wahrnehmung) ausgelöst hat, die ihm erlaubt, den Schmerz anderer Menschen zu fühlen und versteckte Aspekte des Lebens wahrzunehmen. 
Von 1966 bis 1968 war Lars Muhl Teil der Band Dragon Five, für die er auch Songs schrieb. Seitdem war er Teil von zwei weiteren Rockbands: Daisy (1968–74) und Warm Guns (1978–84), ist aber auch solo aufgetreten und hat Musik für andere Künstler produziert. Muhl singt, spielt Keyboard, Klavier und Gitarre und hat viele Songs komponiert, von denen einige auch von anderen Musikern interpretiert wurden, z. B. von der dänischen Sängerin Lis Sørensen.
Von 1975 bis 1976 studierte er an der Royal Academy of Music in Aarhus, Dänemark. 
Nachdem er 1995 erkrankte, beendete Lars Muhl seine Musikkarriere 1999 um sich ganz der Esoterik und dem Schreiben zu widmen. In seinem Buch Der Seher beschreibt Muhl, wie er von einer Krankheit getroffen wurde, die sich jeder Diagnose widersetzte und die ihn für drei Jahre ans Bett fesselte. Erst als er durch einen Freund in Kontakt mit dem Seher Calle de Montségur kam, konnte er  seinem Krankenbett entfliehen und wurde so etwas wie der „Zauberlehrling“ von de Montségur. Seine Ausbildung bei ihm dauerte von 1998 bis 2003 und inspirierte Muhl zu der spirituellen Trilogie Das O Manuskript („Der Seher“, „Magdalena“ und „Der Gral“).
Lars Muhl lebt in Dänemark. Er war bis zur Scheidung mit der Autorin und Klangtherapeutin Githa Ben-David verheiratet, mit der er 2011 auch neue Aufnahmen veröffentlichte. Zusammen veranstalteten sie Heilungskonzerte und leiteten das Gilalai, ein Zentrum für Heilung und Mystik, sowie einen eigenen Verlag. 

## Diskografie
Daisy
- The Lonesome Brigade (1975)

Warm Guns
- First Shot Live (1979)
- Instant Schlager (1980)
- Italiano Moderno (1981)
- Follow Your Heart Or Fall (1983)
- Hey-Hey-Hey Live Roskilde Festival 83 (1983)
- Hard Luck (compilation, 1990)

Lars Muhl
- The Glorious Art of Breaking Little Girls’ Hearts and Blowing Big Boys’ Brains (1986)
- King of Croon (1988)
- When Angels Fall (1991)
- Kingdom Come (1994)
- Regnfang (from the musical Regnfang) (1996)
- Mandolina (1997)
- Till the End of Time – Best of Lars Muhl (1999)

Lars Muhl & Githa Ben-David
- To Heal The Space Between Us (Gilalai 2011)
- Zeros (Gilalai 2015)

## Bibliografie
- Der Seher. J. Kamphausen Mediengruppe GmbH, Bielefeld 2016. ISBN 978-3-95883-103-2.